# Campeonato de Apertura de Chile 1947
El Campeonato de Apertura 1947 o Copa de Preparación 1947 fue la 9° edición del torneo que sirvió de prólogo al campeonato nacional en la temporada de ese año, siendo organizado por la Asociación Central de Fútbol.
Participaron en él todos los clubes de la Primera División de 1947, excepto Santiago Wanderers y Universidad Católica, resultando campeón Unión Española, luego de derrotar en el partido final a Iberia por 2-0.

## Desarrollo
Los partidos del torneo se jugaron a dos tiempos de 35 minutos por lado. En caso de empate, había alargue de 10 minutos y luego definición a penales en serie de tres para cada equipo conservando el mismo ejecutante.

### Primera fase
|  | Iberia  | 2:1 | Badminton |  |  |
|  | Anotado |     | Anotado   |  |  |

| 27 de abril de 1947 | Universidad de Chile | 1:0 | Colo-Colo | Estadio Nacional, Santiago (Ñuñoa) |  |
|                     | Balbuena             |     |           |                                    |  |

|  | Audax Italiano | 2:1 | Santiago National |  |  |
|  | Anotado        |     | Anotado           |  |  |

|  | Unión Española | 4:0 | Green Cross |  |  |
|  | Anotado        |     |             |  |  |

|  | Santiago Morning | 2:1 | Everton |  |  |
|  | Anotado          |     | Anotado |  |  |

### Segunda fase
| 1 de mayo de 1947 | Iberia  | 2:1 | Universidad de Chile | Estadio Nacional, Santiago (Ñuñoa) |  |
|                   | Anotado |     | Fantuzzi             |                                    |  |

|  | Audax Italiano | 2:2 | Magallanes |  |  |
|  | Anotado        |     | Anotado    |  |  |

|  | Unión Española | 2:1 | Santiago Morning |  |  |
|  | Anotado        |     | Anotado          |  |  |

### Semifinal
|  | Iberia  | 3:1 | Audax Italiano |  |  |
|  | Anotado |     | Anotado        |  |  |

### Final
|       | POR | Pedro Ulloa      | 47' |
|       | DEF | Pantaleón Calvo  |     |
|       | DEF | R. Fernández     |     |
|       | MED | José Campaña     |     |
|       | MED | Garrido          |     |
|       | MED | Valentín Beperet |     |
|       | DEL | José Vilariño    |     |
|       | DEL | Carlos Rojas     |     |
|       | DEL | José Gómez       |     |
|       | DEL | Atilio Cremaschi |     |
|       | DEL | Hernán Lozano    |     |
| D. T. |     |                  |     |

|       | POR | Amadeo Aurenque  |     |
|       | DEF | Osvaldo González |     |
|       | DEF | Luis Astorga     | 47' |
|       | MED | Lorenzo Araya    |     |
|       | MED | Jorge Herrera    |     |
|       | MED | Luis Garrido     |     |
|       | DEL | José Oyarce      |     |
|       | DEL | Darío Valenzuela |     |
|       | DEL | Aranda           |     |
|       | DEL | Haket Vázquez    |     |
|       | DEL | Medina           |     |
| D. T. |     |                  |     |

|  | POR | Romero | 47' |

|  | DEF | Carrasco | 47' |

| 17' · 36' | Atilio Cremaschi Luis Astorga | 1-0 2-0 |

| Principal  | Vicente Leiva     |
| Asistentes | Humberto Barahona |
|            | Jorge Chandía     |

|       | POR | Pedro Ulloa      | 47' |
|       | DEF | Pantaleón Calvo  |     |
|       | DEF | R. Fernández     |     |
|       | MED | José Campaña     |     |
|       | MED | Garrido          |     |
|       | MED | Valentín Beperet |     |
|       | DEL | José Vilariño    |     |
|       | DEL | Carlos Rojas     |     |
|       | DEL | José Gómez       |     |
|       | DEL | Atilio Cremaschi |     |
|       | DEL | Hernán Lozano    |     |
| D. T. |     |                  |     |

|       | POR | Amadeo Aurenque  |     |
|       | DEF | Osvaldo González |     |
|       | DEF | Luis Astorga     | 47' |
|       | MED | Lorenzo Araya    |     |
|       | MED | Jorge Herrera    |     |
|       | MED | Luis Garrido     |     |
|       | DEL | José Oyarce      |     |
|       | DEL | Darío Valenzuela |     |
|       | DEL | Aranda           |     |
|       | DEL | Haket Vázquez    |     |
|       | DEL | Medina           |     |
| D. T. |     |                  |     |

|  | POR | Romero | 47' |

|  | DEF | Carrasco | 47' |

| 17' · 36' | Atilio Cremaschi Luis Astorga | 1-0 2-0 |

| Principal  | Vicente Leiva     |
| Asistentes | Humberto Barahona |
|            | Jorge Chandía     |

|       | POR | Pedro Ulloa      | 47' |
|       | DEF | Pantaleón Calvo  |     |
|       | DEF | R. Fernández     |     |
|       | MED | José Campaña     |     |
|       | MED | Garrido          |     |
|       | MED | Valentín Beperet |     |
|       | DEL | José Vilariño    |     |
|       | DEL | Carlos Rojas     |     |
|       | DEL | José Gómez       |     |
|       | DEL | Atilio Cremaschi |     |
|       | DEL | Hernán Lozano    |     |
| D. T. |     |                  |     |

|       | POR | Amadeo Aurenque  |     |
|       | DEF | Osvaldo González |     |
|       | DEF | Luis Astorga     | 47' |
|       | MED | Lorenzo Araya    |     |
|       | MED | Jorge Herrera    |     |
|       | MED | Luis Garrido     |     |
|       | DEL | José Oyarce      |     |
|       | DEL | Darío Valenzuela |     |
|       | DEL | Aranda           |     |
|       | DEL | Haket Vázquez    |     |
|       | DEL | Medina           |     |
| D. T. |     |                  |     |

|  | POR | Romero | 47' |

|  | DEF | Carrasco | 47' |

| 17' · 36' | Atilio Cremaschi Luis Astorga | 1-0 2-0 |

| Principal  | Vicente Leiva     |
| Asistentes | Humberto Barahona |
|            | Jorge Chandía     |

|       | POR | Pedro Ulloa      | 47' |
|       | DEF | Pantaleón Calvo  |     |
|       | DEF | R. Fernández     |     |
|       | MED | José Campaña     |     |
|       | MED | Garrido          |     |
|       | MED | Valentín Beperet |     |
|       | DEL | José Vilariño    |     |
|       | DEL | Carlos Rojas     |     |
|       | DEL | José Gómez       |     |
|       | DEL | Atilio Cremaschi |     |
|       | DEL | Hernán Lozano    |     |
| D. T. |     |                  |     |

|       | POR | Amadeo Aurenque  |     |
|       | DEF | Osvaldo González |     |
|       | DEF | Luis Astorga     | 47' |
|       | MED | Lorenzo Araya    |     |
|       | MED | Jorge Herrera    |     |
|       | MED | Luis Garrido     |     |
|       | DEL | José Oyarce      |     |
|       | DEL | Darío Valenzuela |     |
|       | DEL | Aranda           |     |
|       | DEL | Haket Vázquez    |     |
|       | DEL | Medina           |     |
| D. T. |     |                  |     |

|  | POR | Romero | 47' |

|  | DEF | Carrasco | 47' |

| 17' · 36' | Atilio Cremaschi Luis Astorga | 1-0 2-0 |

| Principal  | Vicente Leiva     |
| Asistentes | Humberto Barahona |
|            | Jorge Chandía     |

## Campeón
| Campeón Unión Española |
| 1º título              |